# Xysticus ferruginoides
Xysticus ferruginoides là một loài nhện trong họ Thomisidae.
Loài này thuộc chi Xysticus. Xysticus ferruginoides được Ehrenfried Schenkel-Haas miêu tả năm 1963.